# 2430 Bruce Helin
2430 Bruce Helin eller 1977 VC är en asteroid i huvudbältet som upptäcktes den 25 juni 1977 av de båda amerikanska astronomerna Eleanor F. Helin och E. M. Shoemaker vid Siding Spring-observatoriet. Den är uppkallad efter Bruce Helin, son till Eleanor F. Helin.
Asteroiden har en diameter på ungefär 12 kilometer.